# Đứng

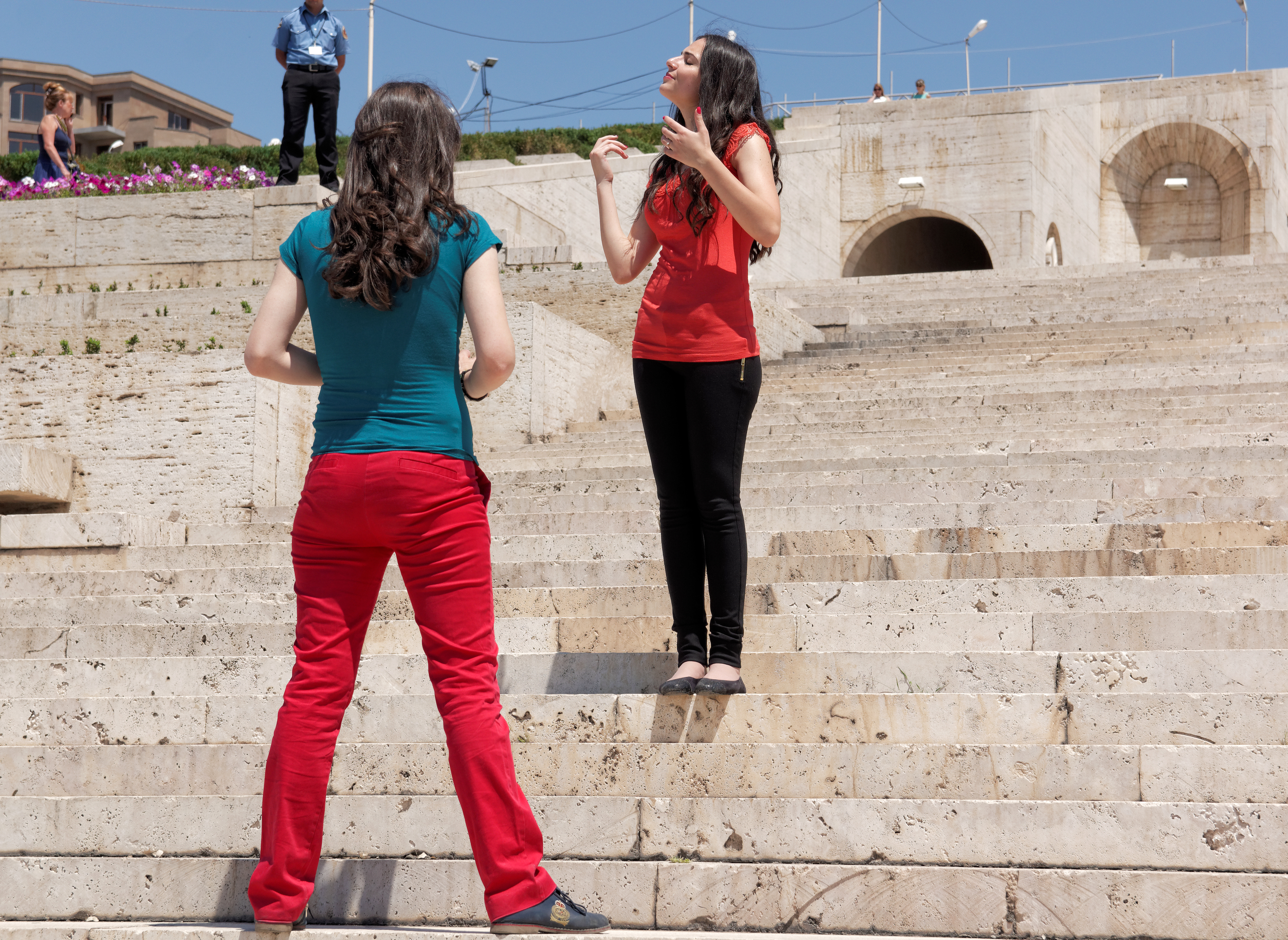
Hai cô gái đang đứng tạo dáng

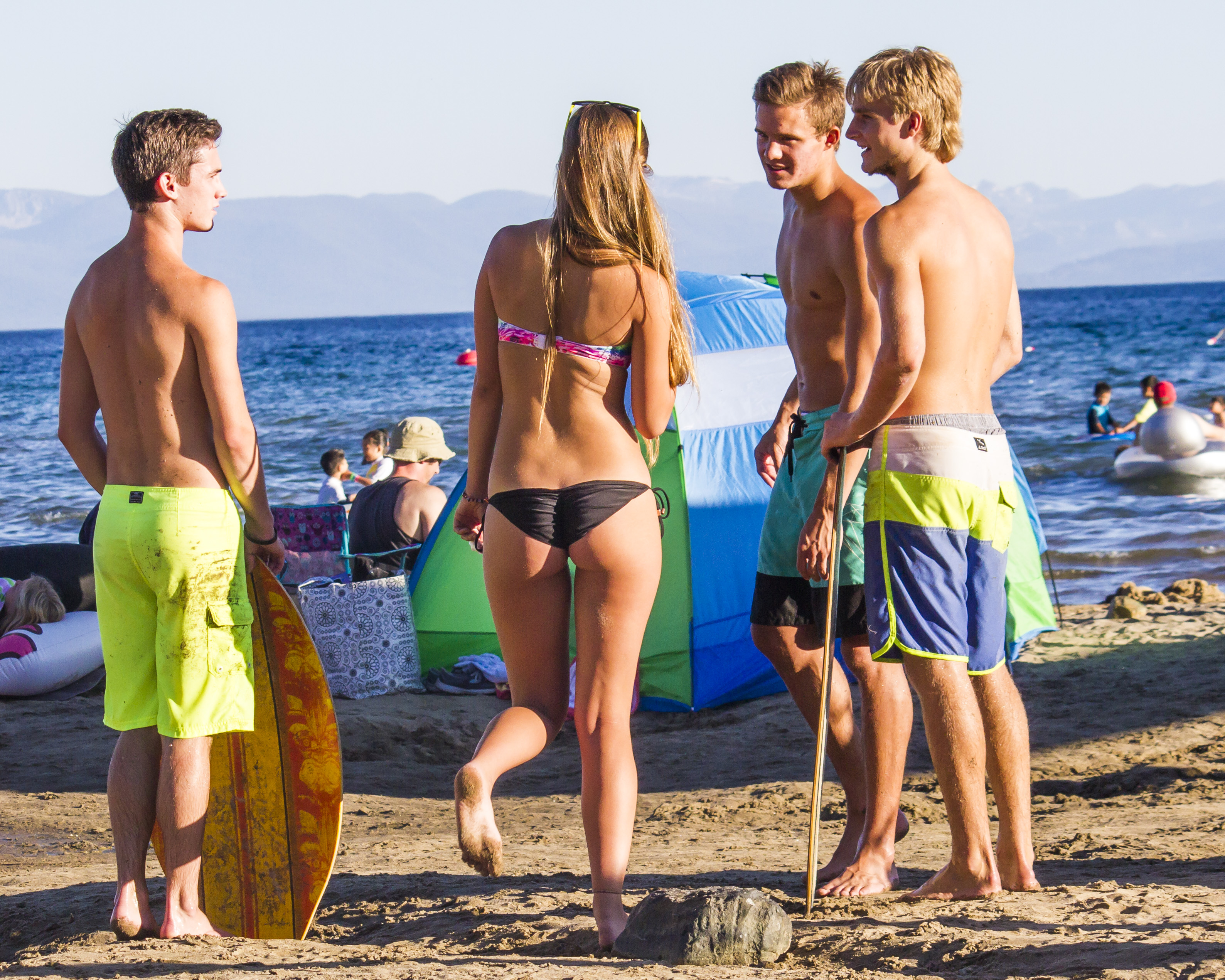
Nhóm thanh niên đang đứng trò chuyện trên bãi biển

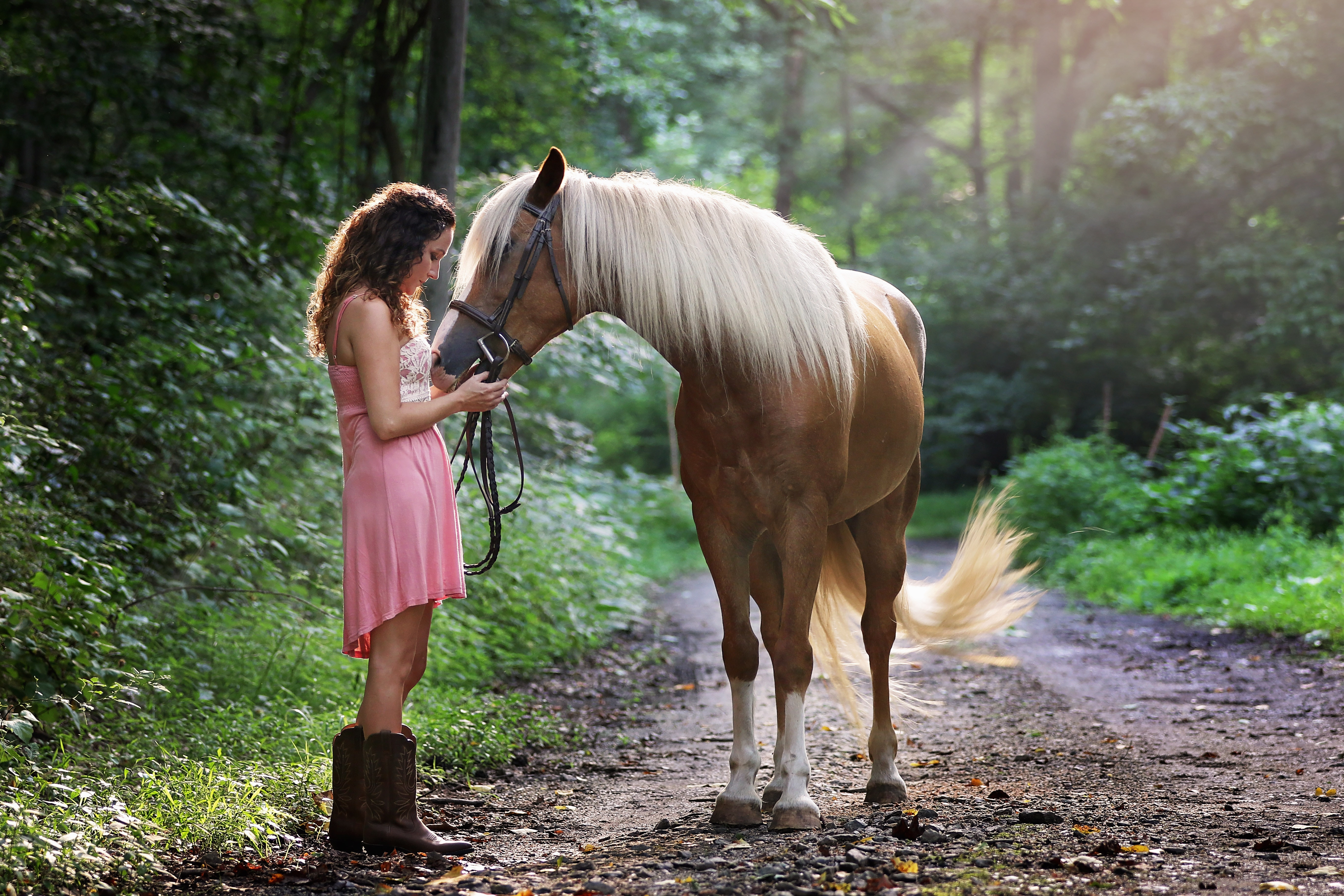
Cô gái đang đứng cạnh chú ngựa

Đứng (Standing) là một tư thế mà cơ thể được giữ ở trạng thái thẳng đứng (Orthostatic) và chỉ được hỗ trợ trụ vững từ đôi bàn chân. Mặc dù bề ngoài có vẻ đứng yên, nhưng thực tế thì ngay cả trong tư thế đứng yên thì cơ thể có sự lắc nhẹ qua lại từ mắt cá chân trong mặt phẳng đứng, chia đôi cơ thể thành hai bên phải và trái. Sự lắc lư khi đứng yên thường được ví như chuyển động của con lắc ngược. Tư thế đứng dựa vào sự cân bằng động chứ không phải là trạng thái đứng yên (tĩnh), trọng tâm của con người nằm ở phía trước mắt cá chân, và không giống như ở động vật bốn chân (Tetrapod), phần đế hỗ trợ hẹp, chỉ gồm hai bàn chân. Tư thế tĩnh (đứng yên) tuyệt đối sẽ khiến con người tự động mất thăng bằng và ngã về phía trước, đập mặt xuống đất dập mặt. Ngoài ra, còn có những nhiễu loạn bên ngoài liên tục, chẳng hạn như gió, và nhiễu loạn bên trong xuất phát từ hô hấp. Tư thế thẳng đứng đòi hỏi phải điều chỉnh và cân bằng. Có nhiều cơ chế trong cơ thể được cho là có thể kiểm soát điều này, ví dụ như tác động lò xo ở cơ, sự kiểm soát cao hơn từ hệ thần kinh hoặc các cơ lõi. Các động tác đi, đứng, ngồi, nằm là những tư thế cơ bản của con người.
Con người học cách đứng để bắt đầu đứng trong độ tuổi từ 8 đến 12 tháng. Đứng nghiêm là tư thế đứng cơ bản trong quân sự, giống như tư thế đứng thả lỏng (nghỉ), nhưng các thuật ngữ này cũng được sử dụng trong các tổ chức theo phong cách quân sự và trong một số nghề liên quan đến việc đi đứng, chẳng hạn như làm người mẫu phải đứng tạo dáng. Nghỉ ám chỉ tư thế quân sự cổ điển là đứng với hai chân hơi dang rộng, không phải ở tư thế trang trọng hay có quy định như đứng nghiêm. Trong công việc của nghề làm người mẫu, người mẫu thả lỏng ám chỉ người mẫu đứng với một chân thẳng, phần lớn trọng lượng dồn lên chân đó và chân còn lại gập lại và hơi cong. Có thể có lúc một người đang đứng, họ mất kiểm soát do lực bên ngoài hoặc thiếu năng lượng, khi họ té xuống đất do trọng lực. Điều này được gọi là "ngã" (té) và có thể dẫn đến thương tích xung quanh phần cơ thể tiếp xúc với mặt đất. Các cơ lõi đóng vai trò duy trì sự ổn định và cân bằng cơ thể để giữ thăng bằng. Các cơ lõi là các lớp cơ sâu nằm gần cột sống và cung cấp sự hỗ trợ về mặt cấu trúc. Cơ bụng ngang (Transversus abdominis) bao quanh cột sống và hoạt động như một chiếc áo nịt nén. Rối loạn chức năng ở các cơ lõi đã được chứng minh là có liên quan đến chứng đau lưng.